# 同兴镇 (丹东市)
同兴镇，是中华人民共和国辽宁省丹东市振安区下辖的一个乡镇级行政单位。

## 行政区划
同兴镇下辖以下地区：
同兴村、变电村、五道沟村、龙母村、日新村、三股流村和光明村。